# Langdysse von Statene

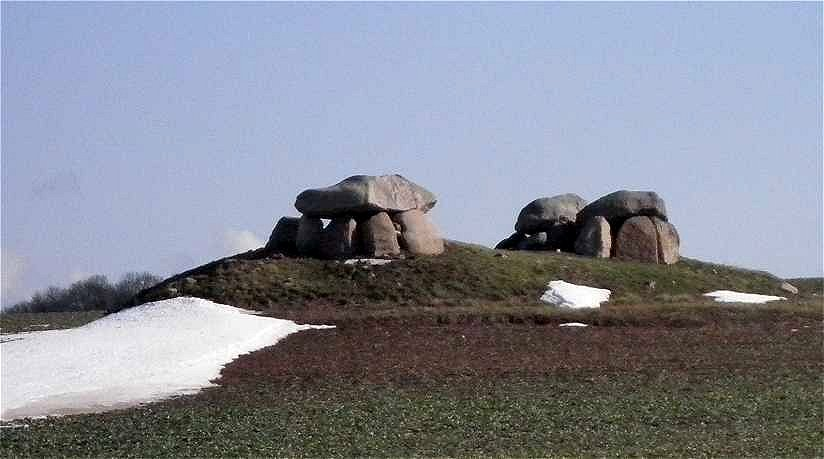
Statene oder Kumlehøj von Herslev

Der Nordwest-Südost orientierte Langdysse von Statene (auch Kumlehøj von Herslev genannt) liegt südlich des Ortes, 150 m entfernt im Feld östlich der Straße, auf der dänischen Insel Langeland. Der Langdysse stammt aus der Jungsteinzeit etwa 3500 bis 2800 v. Chr. und ist eine Megalithanlage der Trichterbecherkultur (TBK). Etwas südlich liegen die Megalithanlagen von Herslev.
Das etwa 23,0 m lange und 11,0 m breite Hünenbett war ursprünglich größer. Der Hügel ist weitgehend abgepflügt und die Randsteine fehlen.
Er hat zwei birnenförmige Ganggrab-Kammern mit beachtlichen Decksteinen. Die nördliche misst 4,5 × 2,0 m, die südliche 3,0 × 2,9 m mit einem 2 m langen Gang, in dem sich ein Schwellenstein findet. Der Langdolmen ist nicht untersucht.